# 6 هـ
6 هـ هي سنة في التقويم الهجري امتدت مقابلةً في التقويم الميلادي بين سنتي 627 و628.

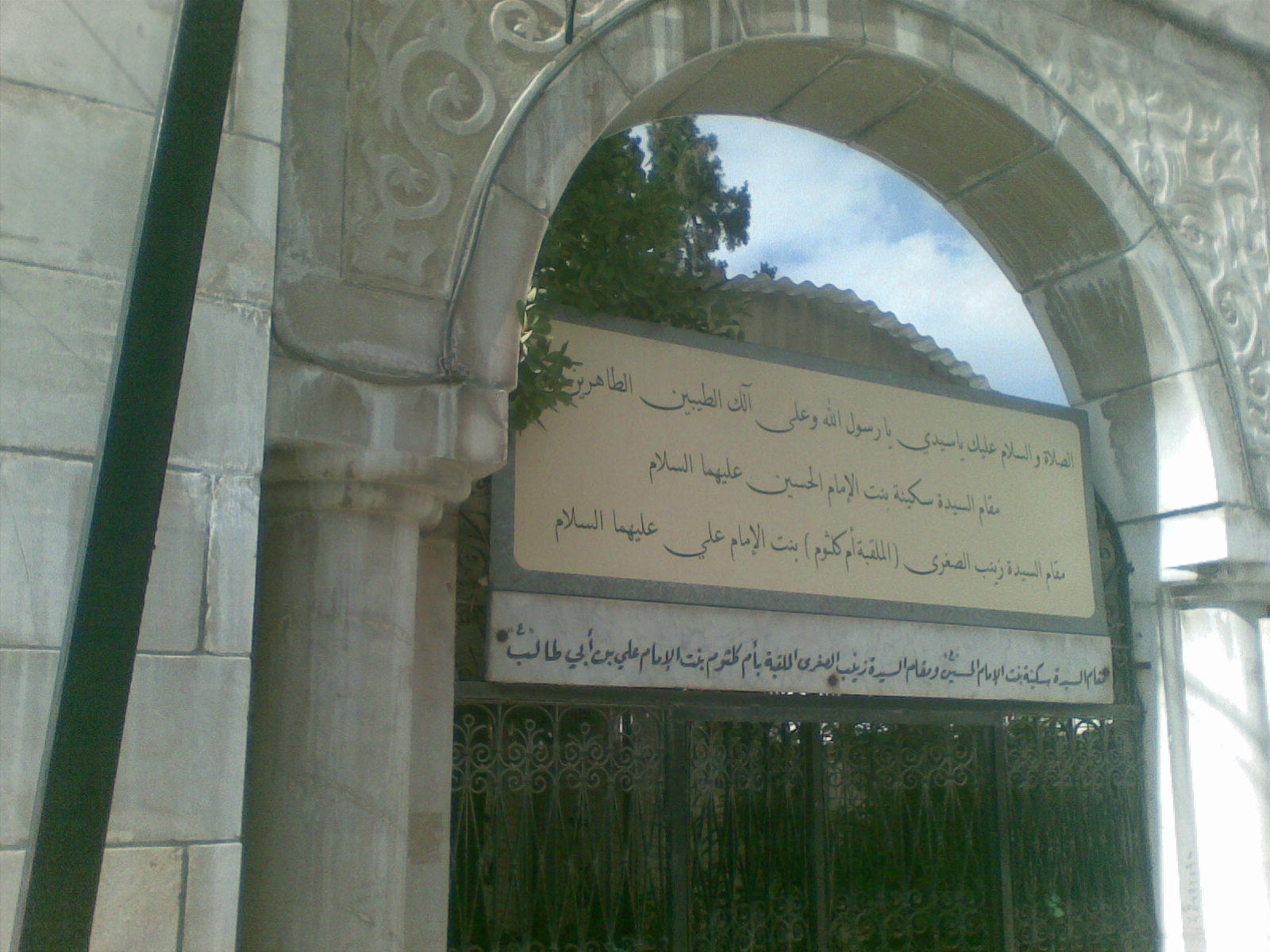
مقام أم كلثوم بنت علي بدمشق

## أحداث
- سرية عبد الله بن أنيس إلى سفيان بن خالد بن نبيح
- غزوة القرطاء
- غزوة بني لحيان
- غزوة ذي قرد
- سرية عكاشة بن محصن الأسدي (الغمر)
- سرية محمد بن مسلمة إلى ذي القصة
- سرية أبي عبيدة إلى ذي القصة
- سرية زيد بن حارثة إلى العيص
- سرية زيد بن حارثة (الطرف)
- سرية زيد بن حارثة إلى بني سليم
- سرية زيد بن حارثة إلى حسمي
- سرية زيد بن حارثة (وادي القرى)
- سرية عبد الرحمن بن عوف إلى دومة الجندل
- سرية علي بن أبي طالب إلى بني سعد بن بكر بفدك
- سرية زيد بن حارثة (مدين)
- سرية عبد الله بن عتيك
- سرية كرز بن جابر الفهري
- سرية عبد الله بن رواحة إلى أسير
- سرية عمرو بن أمية الضمري
- حادثة الإفك
- صلح الحديبية
- بيعة الرضوان

## مواليد
- أم كلثوم بنت علي
- محمود بن الربيع

## وفيات
- أم رومان بنت عامر الكنانية
- أم رومان بنت عامر
- أم قرفة الفزارية
- ثابت بن الدحداح